# Amomum pterocarpum
Amomum pterocarpum là một loài thực vật có hoa trong họ Gừng. Loài này được George Henry Kendrick Thwaites mô tả khoa học đầu tiên năm 1861.

## Phân bố
Loài này có trong các khu vực sườn đồi núi của các rừng thường xanh ẩm ướt, ở cao độ đến 1.200 m (4.000 ft) tại miền nam Ấn Độ và Sri Lanka.